# 안동 용수사 소장 통진대사 양경 비편
안동 용수사 소장 통진대사 양경 비편(安東 龍壽寺 所藏 通眞大師 讓景 碑片)은 경상북도 안동시 도산면, 용수사에 있는 비석 편이다. 2020년 1월 13일 경상북도의 유형문화재 제552호로 지정되었다.

## 지정 사유
이 비편은 가로 53㎝, 세로 71.5㎝, 두께 16㎝ 크기의 직육면형으로, 원래 안동 태자사에 있던 通眞大師 讓景(879∼954)의 비문으로 추정된다. 讓景은 낭공대사 行寂(832∼916)의 제자이며 고려 광종 대에 국왕 측근 내원당 승려로서 활동하였다. 비편 글자는 보존상태가 비교적 양호한 편으로 모두 19행 351자가 판독되며 이는 전체 碑의 15% 정도로 추정된다. 비편의 내용을 통해서 讓景의 생년과 출생지, 태자사 행적, 중국 유학 및 귀국시기, 청량사에 주지한 사실 등이 새롭게 밝혀졌다. 撰者인 金審言(?∼1018)의 생애활동을 감안하면 비문의 작성 시기는 고려 성종 말∼현종 초로 추정되며 立碑 시기는 작성 시기와 같거나 조금 후대로 추정된다.
梵日-行寂-讓景으로 이어지는 사굴산문의 계보 및 고려 초기의 역사적 사실과 관련한 귀중한 자료라 판단되므로 유형문화재로 지정한다.

## 참고 문헌
- 안동 용수사 소장 통진대사 양경 비편 - 국가유산청 국가유산포털